# Centro de Investigaciones en Mediatizaciones
El Centro de Investigaciones en Mediatizaciones (CIM) se encuentra radicado en el Instituto de Investigaciones de la Secretaría de Investigación y Posgrado de la Facultad de Ciencia Política y Relaciones Internacionales de la Universidad Nacional de Rosario, Argentina.
El propósito general del CIM se relaciona con el  área de estudios de las mediatizaciones, la cual ha mostrado en los últimos años un significativo incremento debido, principalmente, a la creciente complejidad de los procesos comunicativos que involucran tecnologías mediáticas.

## Área de investigación
El carácter transdisciplinar de los distintos enfoques es necesario en términos de abordar esta naturaleza crecientemente compleja de la contemporaneidad, y, en tal sentido, el Centro de Investigaciones en Mediatizaciones se propone como un espacio de especialización y articulación de saberes y experiencias de investigación cuyo objetivo apunta tanto a la consolidación académica e institucional del área, como a un aprovechamiento sustantivo de los recursos humanos y de conocimiento comprometidos con dicha problemática, cuya labor en la Facultad de Ciencia Política y RR. II., se encuentra ya en pleno desarrollo a partir de proyectos de investigación específicos -tanto nacionales como internacionales-, publicaciones, participaciones en reuniones y eventos académicos, formación de grado y de posgrado, dirección de pos-doctorandos en el marco de proyectos bilaterales, proyectos de extensión acreditados, etc.

## Historia
El Centro de investigaciones en Mediatizaciones fue fundado en el mes de septiembre de 2011.[cita requerida]

## Eventos

### Mediatizaciones en Foco
Jornadas organizadas en el año 2012 en la Facultad de Ciencia Política y Relaciones Internacionales (UNR). El objetivo fue articular un ámbito de reflexión y debate sobre el estado actual de los procesos de Mediatización, así como su abordaje desde una perspectiva teórica e histórica. Participaron de estas jornadas personalidades destacadas en el ámbito académico de las ciencias de la comunicación como Eliseo Verón, Mario Carlón, Roberto Igarza, Sandra Valdettaro, José Luis Fernández y Ana Slimovich.

## Investigaciones

### Investigaciones Grupales
- Los posicionamientos político-ideológicos del diario La Capital en tanto intérprete de la trama histórica y diario de referencia dominante de la esfera pública rosarina entre 1932 y 1949[7]
- Mediatización, dispositivos móviles y experiencia urbana. De la flânerie a la deriva estático-política[7]
- Niveles de accesibilidad a la información en la web para personas con discapacidad visual. Estudio comparativo de los destinos turísticos de la región litoral de Argentina[7]
- Nuevas visibilidades en la cultura digital: esfera pública contemporánea y redes sociales en Internet[7]
- Cuerpo y bienestar: entre la promesa y el imperativo. Los discursos sobre el cuerpo en publicaciones que se presentan como alternativas
- Discurso político y discurso periodístico durante el kirchnerismo (2003-2010) Análisis comparativos de estudios de caso y reflexión sobre articulaciones teóricas
- Ideas y debates en las publicaciones en una década conflictiva. Los sesenta en Rosario
- Interfaces en pantallas: mapas y territorios (celulares, PC y TV)[7]
- La Comunicación digital en la educación: Modos de conocer con el uso de la tecnología[7]
- Mediatización, sociedad y sentido: aproximaciones comparativas de modelos brasileños y argentinos
- Mediatizaciones en pantalla[7]
- Redes sociales, medios y esfera pública: transformaciones en los lazos sociales entre la «postmassmediatización» y la inmediatez[7]